# Ulla Werbrouck
Ulla Werbrouck (Izegem, 24 gennaio 1972) è un'ex politica ed ex judoka belga.
Ha vinto la medaglia d'oro olimpica alle Olimpiadi 1996 di Atlanta nella categoria 72 kg.
Inoltre ha vinto, in diverse categorie, due medaglie d'argento mondiali (1995 e 1999), una medaglia di bronzo mondiale (1997), sette medaglie d'oro europee (1994, 1995, 1996, 1997, 1998, 1999 e 2001), due medaglie d'argento europee (1992 e 1993) e quattro medaglie di bronzo europee (1989, 1990, 1991 e 2000).
È attiva dalla metà degli anni 2000 come politica.

## Biografia
Werbrouck ha iniziato la sua carriera sportiva sotto la guida del suo allenatore Jean-Marie Dedecker. Ha ottenuto il suo primo successo nel 1988 diventando campionessa europea giovanile. Ha esteso questo titolo un anno dopo e nel 1990 è diventata campionessa mondiale giovanile. È diventata anche dipendente presso Bloso. All'età di 24 anni, ha fatto il suo debutto olimpico alle Olimpiadi estive del 1996 ad Atlanta. È arrivata in finale contro la giapponese Yoko Tanabe, che ha sconfitto per ippon. Grazie a questo risultato, nello stesso anno le è stato conferito il titolo di sportiva belga dell'anno. Non è mai diventata campionessa del mondo. Sia nel 1995 che nel 1999 ha perso la finale contro la cubana Sibelis Veranes . Nel 2002 ha concluso la sua carriera sportiva.
Uchi-mata era il lancio preferito di Ulla Werbrouck. Cercava spesso l'opportunità di usare questo tiro e, nonostante la prescienza, i suoi avversari avevano difficoltà a pararlo.
Nel 2007, ha deciso di aderire insieme al suo ex allenatore alla Lista Dedecker, fondata da quest'ultimo, in vista delle elezioni federali del 10 giugno 2007. Insieme a Dedecker, è stata eletta alla Camera dei rappresentanti nella circoscrizione elettorale delle Fiandre Occidentali, dove è rimasta rappresentante fino al 2009. Nelle elezioni fiamminghe del 7 giugno 2009, è stata eletta nella circoscrizione elettorale delle Fiandre Occidentali ed è diventata deputata al Parlamento fiammingo. È rimasta deputata fiamminga fino al maggio 2014. Nel 2012 non è stata eletta al consiglio comunale di SamenvoorLendelede. Nelle elezioni del 25 maggio 2014 è stata promotrice della lista LDD per la Camera dei rappresentanti nella circoscrizione elettorale delle Fiandre Occidentali, ma non è stata eletta. Ciò pose fine alla sua carriera parlamentare.
Dopo la sua carriera politica, è diventata responsabile della Ghent Top Gymnastics Hall e della Trampoline and Rhythmics Hall.
È sposata con il calciatore Dimitri Himpe.